# Episodi di Reno 911! (ottava stagione)
L'ottava stagione della serie televisiva Reno 911!, intitolata Reno 911! Defunded, composta da 11 episodi, è stata pubblicata negli Stati Uniti, da Quibi, il 25 febbraio 2022.
In Italia è stata trasmessa su Comedy Central dal 7 novembre al 23 novembre 2023.
| nº | Titolo originale                   | Titolo italiano                      | Pubblicazione USA | Prima TV Italia  |
| -- | ---------------------------------- | ------------------------------------ | ----------------- | ---------------- |
| 1  | Defunded                           | A corto di fondi                     | 25 febbraio 2022  | 7 novembre 2023  |
| 2  | Bad Lieutenant Woman               | La cattiva tenente                   | 25 febbraio 2022  | 8 novembre 2023  |
| 3  | Dangle's Retirement Plan           | Il piano pensionistico di Dangle     | 25 febbraio 2022  | 16 novembre 2023 |
| 4  | Law Enforcement Mini Fun Fest      | Il luna park delle forze dell'ordine | 25 febbraio 2022  | 10 novembre 2023 |
| 5  | Clemmy's Prestige                  | Giochi di prestigio                  | 25 febbraio 2022  | 14 novembre 2023 |
| 6  | Haunted Hayride                    | Giro all'inferno                     | 25 febbraio 2022  | 15 novembre 2023 |
| 7  | Jonesteenth                        | Jones alla ribalta                   | 25 febbraio 2022  | 9 novembre 2023  |
| 8  | Beige Lives Matter?                | Beige Lives Matter?                  | 25 febbraio 2022  | 17 novembre 2023 |
| 9  | Woody's Adventure                  | L'avventura di Woody                 | 25 febbraio 2022  | 21 novembre 2023 |
| 10 | Dangle's Mike Pence Challenge Coin | La medaglia di Mike Pence            | 25 febbraio 2022  | 22 novembre 2023 |
| 11 | The Hills Have Owls                | Le colline hanno gli artigli         | 25 febbraio 2022  | 23 novembre 2023 |